# DesktopTwo
DesktopTwo era um webtop desenvolvido pela Sapotek tentando imitar várias funcionalidades encontradas num abiente desktop. Os aplicativos executados neste desktop virtual foram desenvolvidos em PHP, e os aplicativos desenvolvidos pela Sapotek eram liberados sob a licença AGPL. O projeto não seguiu adiante, parando na fase Beta.
O DesktopTwo foi descontinuado.[carece de fontes?]